# Albany, Tây Úc
Albany (phát âm /ˈælbəni/) là một thành phố cảng nằm ở khu vực phía Nam của Tây Úc, Úc. Thành phố lớn gần đấy là Perth.
Albany là khu định cư thuộc địa lâu đời nhất ở Tây Úc, có trước Perth và Fremantle hơn hai năm.
Trung tâm thành phố nằm ở rìa phía bắc của Princess Royal Harbour, là một phần của King George Sound. Khu thương mại trung tâm được bao quanh bởi Núi Clarence về phía đông và Núi Melville về phía tây. Thành phố nằm trong khu vực chính quyền địa phương của Thành phố Albany.
Khu định cư Albany được thành lập vào ngày 26 tháng 12 năm 1826, làm một tiền đồn quân sự của New South Wales là một phần của kế hoạch ngăn chặn tham vọng của Pháp trong khu vực. Cuối cùng, vào ngày 21 tháng 1 năm 1827, chỉ huy của tiền đồn, Thiếu tá Edmund Lockyer, chính thức chiếm giữ một phần ba phía tây của lục địa cho Vương quốc Anh.

## Địa lý

### Khí hậu
Albany có khí hậu Địa Trung Hải (phân loại khí hậu Köppen Csb) với mùa hè khô và ấm áp, mùa đông ẩm ướt còn mùa xuân và mùa thu thì dễ chịu.
| Dữ liệu khí hậu của Albany              | Dữ liệu khí hậu của Albany | Dữ liệu khí hậu của Albany | Dữ liệu khí hậu của Albany | Dữ liệu khí hậu của Albany | Dữ liệu khí hậu của Albany | Dữ liệu khí hậu của Albany | Dữ liệu khí hậu của Albany | Dữ liệu khí hậu của Albany | Dữ liệu khí hậu của Albany | Dữ liệu khí hậu của Albany | Dữ liệu khí hậu của Albany | Dữ liệu khí hậu của Albany | Dữ liệu khí hậu của Albany |
| Tháng                                   | 1                          | 2                          | 3                          | 4                          | 5                          | 6                          | 7                          | 8                          | 9                          | 10                         | 11                         | 12                         | Năm                        |
| --------------------------------------- | -------------------------- | -------------------------- | -------------------------- | -------------------------- | -------------------------- | -------------------------- | -------------------------- | -------------------------- | -------------------------- | -------------------------- | -------------------------- | -------------------------- | -------------------------- |
| Cao kỉ lục °C (°F)                      | 45.6 (114.1)               | 44.0 (111.2)               | 41.2 (106.2)               | 38.8 (101.8)               | 32.6 (90.7)                | 24.8 (76.6)                | 22.5 (72.5)                | 26.2 (79.2)                | 27.9 (82.2)                | 33.6 (92.5)                | 39.2 (102.6)               | 42.8 (109.0)               | 45.6 (114.1)               |
| Trung bình ngày tối đa °C (°F)          | 24.8 (76.6)                | 24.9 (76.8)                | 24.1 (75.4)                | 21.9 (71.4)                | 19.0 (66.2)                | 16.7 (62.1)                | 15.8 (60.4)                | 16.2 (61.2)                | 17.3 (63.1)                | 18.8 (65.8)                | 20.9 (69.6)                | 23.1 (73.6)                | 20.3 (68.5)                |
| Tối thiểu trung bình ngày °C (°F)       | 13.7 (56.7)                | 14.5 (58.1)                | 13.4 (56.1)                | 11.7 (53.1)                | 9.8 (49.6)                 | 8.1 (46.6)                 | 7.5 (45.5)                 | 7.5 (45.5)                 | 8.1 (46.6)                 | 9.2 (48.6)                 | 10.8 (51.4)                | 12.5 (54.5)                | 10.6 (51.1)                |
| Thấp kỉ lục °C (°F)                     | 4.8 (40.6)                 | 5.1 (41.2)                 | 4.3 (39.7)                 | 3.2 (37.8)                 | 1.9 (35.4)                 | 0.0 (32.0)                 | −0.2 (31.6)                | 0.8 (33.4)                 | 0.7 (33.3)                 | 1.0 (33.8)                 | 2.7 (36.9)                 | 3.6 (38.5)                 | −0.2 (31.6)                |
| Lượng Giáng thủy trung bình mm (inches) | 23.6 (0.93)                | 22.3 (0.88)                | 33.6 (1.32)                | 61.3 (2.41)                | 89.8 (3.54)                | 108.0 (4.25)               | 119.3 (4.70)               | 106.8 (4.20)               | 88.5 (3.48)                | 70.8 (2.79)                | 47.0 (1.85)                | 27.8 (1.09)                | 798.1 (31.42)              |
| Số ngày giáng thủy trung bình (≥ 1mm)   | 2.8                        | 2.6                        | 4.0                        | 6.3                        | 8.2                        | 9.9                        | 11.1                       | 10.9                       | 9.9                        | 8.0                        | 5.7                        | 3.7                        | 83.1                       |
| Độ ẩm tương đối trung bình (%)          | 69                         | 69                         | 71                         | 76                         | 78                         | 79                         | 79                         | 77                         | 75                         | 75                         | 73                         | 70                         | 74                         |
| Điểm sương trung bình °C (°F)           | 13 (55)                    | 13 (55)                    | 12 (54)                    | 12 (54)                    | 10 (50)                    | 8 (46)                     | 8 (46)                     | 8 (46)                     | 8 (46)                     | 10 (50)                    | 11 (52)                    | 12 (54)                    | 10 (51)                    |
| Số giờ nắng trung bình tháng            | 251.1                      | 209.1                      | 204.6                      | 186.0                      | 167.4                      | 153.0                      | 170.5                      | 189.1                      | 189.0                      | 210.8                      | 222.0                      | 244.9                      | 2.397,5                    |
| Nguồn 1: Cục Khí tượng Úc               |                            |                            |                            |                            |                            |                            |                            |                            |                            |                            |                            |                            |                            |
| Nguồn 2: Time and Date                  |                            |                            |                            |                            |                            |                            |                            |                            |                            |                            |                            |                            |                            |